# Плавание в категории «Мастерс»
Плавание в категории «Мастерс» — это система официальных международных, национальных и внутринациональных турниров по плаванию среди участников старше 25 лет.

## Общая информация
Цель плавания «Мастерс» как движения заключается в популяризации здорового образа жизни, сохранении спортивного долголетия и поддержании хорошей физической формы во взрослом возрасте. Это движение охватывает сотни тысяч спортсменов по всему миру, в том числе, популярно в России. Например, в апреле 2019 в чемпионате России «Мастерс» приняли участие 689 пловцов , в ноябре 2020 в Кубке России «Мастерс» — 449 пловцов . На местных турнирах ежегодно принимают участие более 3000 участников. О плавании «Мастерс» регулярно публикуются статьи в крупных средствах массовой информации

## Правила и дистанции
Соревнования по плаванию «Мастерс» проводятся на тех же дистанциях и по тем же правилам, что и классическое спортивное плавание. Соревнования проходят в бассейнах длиной 50 метров и 25 метров на дистанциях вольным стилем (50, 100, 200, 400, 800, 1500), а также баттерфляем, на спине, брассом (50, 100, 200) и комплексом (200, 400, а также 100 — только в 25-метровом бассейне). Действует правило одного старта, которое предполагает дисквалификацию в случае, если спортсмен совершил фальстарт. Кроме того, на соревнованиях с целью придания им большей динамичности часто используется система «быстрого старта», когда спортсмены после финиша остаются в воде до тех пор, пока не уйдут со старта участники следующего заплыва.
Кроме того, проводятся соревнования по открытой воде. Например, на чемпионате России по плаванию в категории «Мастерс», который прошел в сентябре 2020 в Анапе, у мужчин была дистанция 2.5 км, у женщин — 1,25 км..

## Участники
В чемпионатах по плаванию мастерс могут принимать участие люди в возрасте от 25 лет, причем, возраст определяется на 31 декабря текущего года. Например, если 25 лет исполнится в декабре, человек может заявляться на турниры уже с января, хоть в данный момент ему ещё 24 года. Изначально движение «мастерс» было задумано как система турниров для бывших спортсменов, которые давно закончили свои выступления, соскучились по спортивной атмосфере, и решили возобновить тренировки и свое участие в соревнованиях. Но со временем к движению присоединились люди, у которых нет спортивного опыта, но которые начали ходить в бассейн и почувствовали, что им интересен этот вид спорта. Кроме того, Международная федерация плавания (FINA) отменила запрет профессиональных спортсменов на участие в этих соревнованиях, поэтому теперь разрешается совмещать турниры в классическом плавании и плавании в категории «Мастерс». В целом для движения «Мастерс» характерно отношение к соревнованиям больше как к празднику, возможности проверить себя и свои силы, посоревноваться с друзьями, снова почувствовать себя в центре спортивных событий

### Возрастные категории
Спортсмены соревнуются в возрастных категориях в диапазоне 5 лет: 25—29 лет, 30—34, 35—39, 40—44, 45—49, 50—54, 55—59, 60—64, 65—69, 70—74, 75—79, 80—84, 85—89, 90—94, 95—99, 100—104 года. Это означает, что на соревнованиях награждаются победители и призёры на каждой дистанции отдельно в каждой возрастной группе. По этим же возрастным группам фиксируются рекорды: мира, Европы и России, отдельно для бассейна 50 метров и бассейна 25 метров

## Чемпионаты
Система турниров по плаванию в категории «Мастерс» включает в себя:
1. Локальные соревнования местного значения: чемпионаты и кубки городов, региональные турниры: проводятся на протяжении всего года как в России, так и в других странах. Например, 01.12.2020 в Перми прошел Открытый кубок Пермского края[12]
2. Чемпионат России по длинной воде (бассейн 50 метров): каждый год в апреле
3. Кубок России по короткой воде (бассейн 25 метров): каждый год в ноябре. Например, в 2020 Кубок России по плаванию был проведен 20-22 ноября в Саранске[13].
4. Чемпионат России «Мастерс» по плаванию на открытой воде
5. Чемпионат Европы Мастерс: раз в 2 года сразу после чемпионата Европы по водным видам спорта, обычно в том же городе. Первый чемпионат Европы по плаванию «Мастерс» прошел в 1987 в городе Блэкпул (Великобритания).
6. Чемпионат мира Мастерс: раз в 2 года сразу после чемпионата мира по водным видам спорта, обычно в том же городе. Первый чемпионат мира по плаванию «Мастерс» прошел в 1986 в Токио
7. World Masters Games: проводятся 1 раз в 4 года (с 1985 года). Эти игры должны были пройти в 2021, но перенесены на 2022

## Клубная система
В плавании «Мастерс» нет сборных городов, областей и национальных команд, поэтому отбираться на какие-либо соревнования не нужно. Действует клубная система: в России образованы более 80 клубов (их список с контактными данными для связи размещен на сайте Федерации плавания «Мастерс» России), можно выбрать любой, без привязки к территории, где проживает спортсмен, и где зарегистрирован клуб, и вступить в него. Для участия в соревнованиях необходимо заявиться через свой клуб, но на местных чемпионатах зачастую допускаются участники лично, то есть без вступления в какой-либо клуб. Из требований для участия в соревнованиях, как правило, бывает только справка-допуск от врача.

## Организаторы соревнований
Соревнования по плаванию в категории «Мастерс» проводятся: на местном уровне — местными клубами, на всероссийском уровне — Федерацией плавания «Мастерс» (имеет официальную регистрацию, председателем является Александр Николаевич Данилов), на международном уровне — Европейской лигой плавания и Международной федерацией плавания